# Chromis woodsi
Chromis woodsi là một loài cá biển thuộc chi Chromis trong họ Cá thia. Loài này được mô tả lần đầu tiên vào năm 1979.

## Từ nguyên
Từ định danh woodsi được đặt theo tên của Loren P. Woods (1914 – 1979), Quản lý Cá tại Bảo tàng Lịch sử Tự nhiên Field (Chicago), vì những đóng góp của ông trong việc nghiên cứu họ Cá thia và các loài cá khác ở khu vực Ấn Độ Dương - Thái Bình Dương.

## Phạm vi phân bố và môi trường sống
C. woodsi được phân bố dọc theo đường bờ biển Đông Phi, từ Somalia băng qua eo biển Mozambique đến Nam Phi. Loài này được thu thập ở độ sâu khoảng từ 50 đến 175 m.

## Mô tả
C. woodsi có chiều dài cơ thể lớn nhất được ghi nhận là 9,5 cm. Có một dải sọc đen bao quanh cuống đuôi, và một dải đen khác nằm dọc theo rìa của vây hậu môn.
Số gai ở vây lưng: 14; Số tia vây ở vây lưng: 11–12; Số gai ở vây hậu môn: 2; Số tia vây ở vây hậu môn: 12–13; Số tia vây ở vây ngực: 17–18; Số gai ở vây bụng: 1; Số tia vây ở vây bụng: 5.

## Sinh thái học
Thức ăn của C. woodsi có lẽ là động vật phù du như những loài cùng chi. Cá đực có tập tính bảo vệ và chăm sóc trứng; trứng có độ dính và bám vào nền tổ.